# Centre de hockey sur glace 2004
Le Centre de hockey sur glace 2004 (en russe : Ледовый хоккейный центр 2004) est une patinoire de Tchekhov en Russie. Elle a été construite en 2004.
Elle accueille notamment l'équipe de hockey sur glace du Vitiaz Tchekhov de la Ligue continentale de hockey. La patinoire a une capacité de 3 300 spectateurs depuis son agrandissement en 2008. Auparavant sa capacité était de 1 370 spectateurs.